# Раївка (заказник)
Раївка — ландшафтний заказник місцевого значення. Об'єкт розташований на території Радомишльського району Житомирської області, ДП «Радомишльське ЛМГ»,Білківське лісництво, квартал 90 (вид. 4, 6, 7, 8), квартал 91 (вид. 2—18), квартал 92 (вид. 4, 10, 17, 19), квартал 93 (вид. 2—18), квартал 94, квартал 95, квартал 98 (вид. 10—12).
Площа — 206,5 га, статус отриманий у 2009 році.